# Winistorf

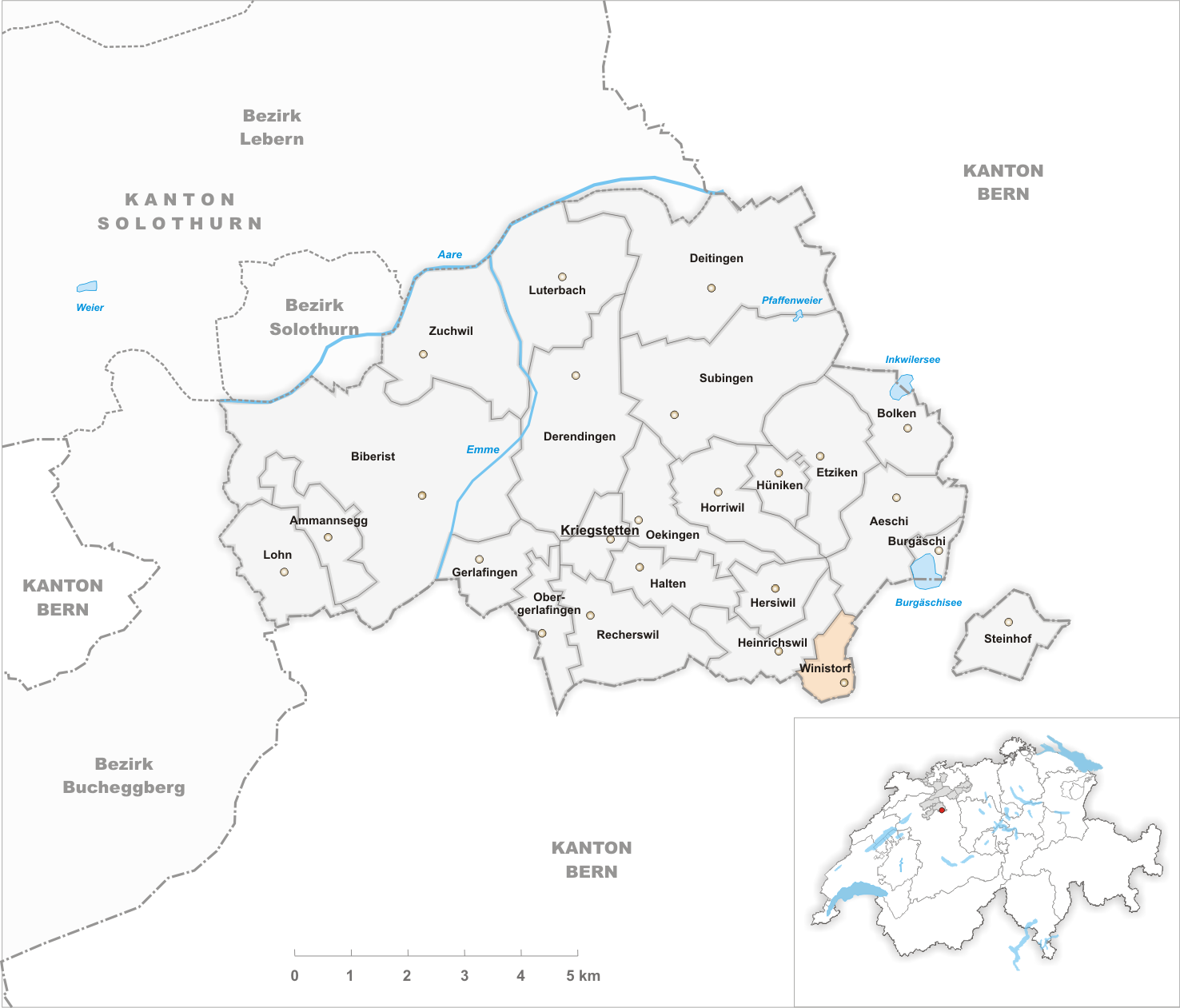
Gemeindestand vor der Fusion am 1. Januar 1993

Winistorf war eine selbständige politische Gemeinde im Bezirk Wasseramt, Kanton Solothurn, Schweiz. 1993 fusionierte Winistorf mit der ehemaligen Gemeinde Heinrichswil zur Gemeinde Heinrichswil-Winistorf.

## Persönlichkeiten
- Urban Winistörfer (1789–1859), Zisterzienser und Historiker